# Gironde-sur-Dropt
Gironde-sur-Dropt – miejscowość i gmina we Francji, w regionie Nowa Akwitania, w departamencie Żyronda.
Według danych na rok 1990 gminę zamieszkiwało 1091 osób, a gęstość zaludnienia wynosiła 123 osób/km² (wśród 2290 gmin Akwitanii Gironde-sur-Dropt plasuje się na 396. miejscu pod względem liczby ludności, natomiast pod względem powierzchni na miejscu 1144.).